# Maya Rudolph
Maya Rudolph (Gainesville, 27 luglio 1972) è un'attrice e comica statunitense.
Membro del cast del Saturday Night Live dagli inizi degli anni 2000, è divenuta famosa imitando nel programma celebrità come Beyoncé, Oprah Winfrey e Donatella Versace, venendo riconosciuta con due Primetime Emmy Awards. Parallelamente Rudolph ha recitato in numerosi film, tra cui Un week-end da bamboccioni, Le amiche della sposa, 50 volte il primo bacio, Le sorelle perfette e Vizio di forma, grazie a cui ha vinto un Independent Spirit Awards.
Rudolph ha inoltre interpretato ruoli in serie televisive, Up All Night e The Good Place, e doppiato numerosi personaggi di film e serie animate, tra cui Big Hero 6, The Angry Birds Movie, The LEGO Movie 2, Luca e Big Mouth, vincendo grazie a quest'ultimo due Primetime Emmy Awards.

## Biografia
Maya Rudolph nasce a Gainesville in Florida da Richard Rudolph, produttore discografico, e dalla cantante Minnie Riperton. Nel 1973, insieme ai genitori e al fratello maggiore, si trasferisce in California per assecondare la carriera musicale della madre, che poi muore nel 1979 per un cancro al seno, solo due settimane dopo il settimo compleanno di Maya. Lovin' You, una delle canzoni più celebri interpretate dalla Riperton, scritta assieme al marito, è dedicata a Maya. La canzone è stata inoltre registrata con in studio Maya (che allora aveva meno di un anno); si può infatti sentire verso la fine del brano la Riperton cantare più volte il nome della figlia, dettaglio che ha spesso cantato anche live, poiché la figlia stava piangendo nell'altra stanza, come si può persino sentire nella versione originale della canzone.
Frequenta la St. Augustine by the Sea School nella quale incontra l'amica d'infanzia Gwyneth Paltrow. Le famiglie Paltrow e Rudolph diventano amiche e nel 2000 lei e il padre ricoprono il ruolo di supervisori musicali nel film Duets nel quale recita Gwyneth. Nel 1990, si iscrive all'Università della California a Santa Cruz in fotografia e fonda una band, i "Supersauce", con alcuni compagni di scuola. Dopo la laurea nel 1994, lascia la band e si unisce ai "The Rentals", capitanati da Matt Sharp, bassista dei Weezer. Finita l'esperienza con i "The Rentals", Maya decide di seguire il suo sogno di diventare una attrice comica ed entra nella compagnia d'improvvisazione "The Groundlings".

### Saturday Night Live
Nel 2000 si unisce in qualità di comica al cast del Saturday Night Live, dove rimarrà per 9 stagioni, fino al 2007, per poi apparire altre dieci volte come presentatrice o guest star. Tra i personaggi da lei creati vi sono Leilani Burkela, psicologa degli animali, Jodi Diez nel Bronx Beat (in coppia con Betty, Amy Poehler), Megan, co-presentatrice di "Wake Up, Wakefield!", Britannica delle cantanti Gemini Twins (in coppia con Ana Gasteyer), Shonda una delle modelle del Super Showcase (assieme a Kristen Wiig e Bill Hader) e molti altri personaggi.
Tra le sue imitazioni più frequenti e apprezzate vi sono Beyoncé, Liza Minnelli, Oprah Winfrey, Christina Aguilera, Donatella Versace, Kamala Harris, Halle Berry, Barbra Streisand, Maya Angelou, Jennifer Lopez, Michelle Obama, Whitney Houston, Tina Turner, Omarosa Manigault, Lisa Kudrow, Dionne Warwick e Ivanka Trump. La Rudolph possiede buone abilità canore che le permettono di imitare e parodiare al meglio le voci di diverse cantanti. Il suo aspetto le ha oltretutto permesso di impersonare senza troppo stacco visivo personaggi fisicamente differenti e di diverse etnie, tanto che era stata presa in considerazione per interpretare Obama, idea che lei stessa trovava ridicola.

### Carriera post SNL
Fa parte del cast dei film commedia-demenziale Idiocracy, Un weekend da bamboccioni, Vite da popstar e MacGruber, nato da una serie di sketch del Saturday Night Live con Will Forte e parodia della serie di MacGyver. Nel 2009 Sam Mendes la sceglie come co-protagonista accanto a John Krasinski per il film American Life. Nel 2011 è entrata a far parte del cast di Le amiche della sposa, scritto dalla sua ex collega del Saturday Night Live Kristen Wiig e nominato a svariati premi cinematografici. Lo stesso anno ha recitato nei film Friends with Kids, Il piano di Maggie, Le sorelle perfette e Wine Country. Ha avuto anche una parte nel film Vizio di forma nel 2014 e nel 2021 in Licorice Pizza, scritti e diretti dal marito Paul Thomas Anderson.
Dal 2011 al 2012 è protagonista della serie TV della NBC Up All Night assieme a Will Arnett e Christina Applegate. Dal 2018 è protagonista, assieme a Fred Armisen, dello show di Amazon Forever. Presta inoltre la voce a vari personaggi nella serie animata di Netflix Big Mouth. È una delle protagoniste dello show animato Bless this Harts. Ha condotto, prodotto e scritto le serie di sketch televisive The Maya Rudolph Show nel 2014 e Maya and Marty assieme all'attore-comico Martin Short nel 2016, di cui sono stati prodotti sei episodi.
Ha inoltre partecipato a svariati speciali varietà televisivi tra cui A Very Murray Christmas, diretto da Sofia Coppola e condotto da Bill Murray, e lo speciale natalizio della Fox basato sull'omonimo film del 1983 A Christmas Story Live!, di cui è protagonista. È inoltre apparsa in molte sit-com tra cui Unbreakable Kimmy Schmidt (in cui interpreta Dionne Warwick), The Good Place, Brooklyn Nine-Nine, Portlandia, Documentary Now! e Drunk History. Ha inoltre dato voce a molti film d'animazione quali Shrek terzo, Big Hero 6, Angry Birds - Il film e The LEGO Movie.

## Vita privata
Dal 2001 ha una relazione con il regista e sceneggiatore Paul Thomas Anderson. I due si sono conosciuti quando lui ha diretto uno sketch del Saturday Night Live durante il primo anno in cui Maya vi lavorava. La coppia vive a Los Angeles con i loro quattro figli: Pearl Minnie (2005), Lucille (2009), Jack (2011) e Minnie Ida (2013).
Paul Thomas Anderson ha dichiarato che l'idea per il suo film Il filo nascosto gli è venuta quando, da malato, ha notato come Maya sembrasse felice nel prendersi cura di lui e di come le dinamiche della loro relazione erano cambiate.

## Filmografia

### Attrice

#### Cinema
- Gattaca - La porta dell'universo (Gattaca), regia di Andrew Niccol (1997)
- Qualcosa è cambiato (As Good as It Gets), regia di James L. Brooks (1997)
- Chuck & Buck, regia di Miguel Arteta (2000)
- Duets, regia di Bruce Paltrow (2000)
- Duplex - Un appartamento per tre (Duplex), regia di Danny DeVito (2003)
- 50 volte il primo bacio (50 First Dates), regia di Peter Segal (2004)
- Wake Up, Ron Burgundy: The Lost Movie, regia di Adam McKay (2004)
- Radio America (A Prairie Home Companion), regia di Robert Altman (2006)
- Idiocracy, regia di Mike Judge (2006)
- American Life (Away We Go), regia di Sam Mendes (2009)
- MacGruber, regia di Jorma Taccone (2010)
- Un weekend da bamboccioni (Grown Ups), regia di Dennis Dugan (2010)
- Le amiche della sposa (Bridesmaids), regia di Paul Feig (2011)
- Friends with Kids, regia di Jennifer Westfeldt (2011)
- C'era una volta un'estate (The Way, Way Back), regia di Nat Faxon e Jim Rash (2013)
- Un weekend da bamboccioni 2 (Grown Ups 2), regia di Dennis Dugan (2013)
- Vizio di forma (Inherent Vice), regia di Paul Thomas Anderson (2014)
- Il piano di Maggie - A cosa servono gli uomini (Maggie's Plan), regia di Rebecca Miller (2015)
- Le sorelle perfette (Sisters), regia di Jason Moore (2015)
- Vite da Popstar (Popstar: Never Stop Never Stopping), regia di Akiva Schaffer e Jorma Taccone (2016)
- CHiPs, regia di Dax Shepard (2017) (non accreditata)
- We Don't Belong Here, regia di Peer Pedersen (2017)
- Life of the Party - Una mamma al college (Life of the Party), regia di Ben Falcone (2018)
- Pupazzi senza gloria (The Happytime Murders), regia di Brian Henson (2018)
- Wine Country, regia di Amy Poehler (2019)
- The LEGO Movie 2 - Una nuova avventura (The Lego Movie 2: The Second Part), regia di Mike Mitchell (2019)
- Hubie Halloween, regia di Steven Brill (2020)
- Licorice Pizza, regia di Paul Thomas Anderson (2021)
- Come per disincanto - E vissero infelici e scontenti (Disenchanted), regia di Adam Shankman (2022)

#### Televisione
- Chicago Hope – serie TV, 5 episodi (1996-1997)
- Il figlio del Male (The Devil's Child) – film TV (1997)
- True Love – film TV (1999)
- Undressed – serie TV, episodio 1x00 (1999) (non accreditata)
- Saturday Night Live, cast e scrittrice, 153 episodi (2000-2007) + ospite o cameo (2008-2022)
- Action – serie TV, episodio 1x11 (2000)
- City of Angels – serie TV, 15 episodi (2000)
- TV Funhouse – serie TV, episodio 1x06 (2001)
- Saturday Night Live Weekend Update Halftime Special – film TV (2003) (se stessa)
- Campus Ladies – serie TV, episodio 1x04 (2006)
- Kath & Kim – serie TV, 5 episodi (2008-2009)
- Saturday Night Live: Weekend Update Thursday – serie TV, episodio 2x03 (2009)
- Up All Night – serie TV, 35 episodi (2011-2012)
- Portlandia – serie TV, episodio 4x06 (2014)
- The Maya Rudolph Show – variety TV (2014) (se stessa)
- The Spoils Before Dying – miniserie TV, 4 episodi (2015)
- Drunk History – serie TV, episodio 3x02 (2015)
- A Very Murray Christmas – film TV (2015)
- Comedy Bang! Bang! – serie TV, episodio 4x02 (2015) (se stessa)
- The Grinder – serie TV, 4 episodi (2016)
- Angie Tribeca – serie TV, episodio 2x06 (2016)
- Maya and Marty – variety TV, 6 episodi (2016) assieme a Martin Short
- Brooklyn Nine-Nine – serie TV, episodi 4x01-4x02 (2016)
- Documentary Now! – serie TV, episodio 2x05 (2016)
- Michael Bolton's Big, Sexy Valentine's Day Special – film TV (2017)
- Unbreakable Kimmy Schmidt – serie TV, episodio 3x08 (2017)
- A Christmas Story Live! – film TV (2017)
- The Good Place – serie TV, 13 episodi (2017-2020)
- Forever – serie TV, 8 episodi (2018)
- Baking it – serie reality, 6 episodi (2021) co-conduttrice assieme a Andy Samberg
- Loot - Una fortuna (Loot) - serie TV, 20 episodi (2022-2024)
- Murderville: Chi ha ucciso Babbo Natale? (Who Killed Santa? A Murderville Murder Mystery) – speciale TV (2022)

#### Cortometraggi
- A Glance Away, regia di Brin Hill (1999)
- Frank's Book, regia di R.A. White (2001)
- Prop 8: The Musical, regia di Adam Shankman (2008)
- Beastie Boys: Fight for Your Right Revisited, regia di Adam Yauch (2010)
- Presidential Reunion, regia di Ron Howard e Jake Szymanski (2010)

### Doppiatrice
- Raperonzolo in Shrek terzo (Shrek The Third), regia di Raman Hui e Chris Miller (2007)
- Julia ne I Simpson (The Simpsons) – serie TV, episodio 19x02 (2007)
- Mollie la giraffa ne Il signore dello zoo (Zookeeper), regia di Frank Coraci (2011)
- Burn in Turbo, regia di David Soren (2013)
- Precious in Nut Job - Operazione noccioline (The Nut Job), regia di Peter Lepeniotis (2014)
- Chloe ne I Griffin (Family Guy) – serie TV, episodio 13x02 (2014)
- Zia Cass in Big Hero 6, regia di Don Hall e Chris Williams (2014)
- Griselda in Strange Magic, regia di Gary Rydstrom (2015)
- Matilda in Angry Birds - Il film (The Angry Birds Movie), regia di Clay Kaytis e Fergal Reilly (2016)
- Smiler in Emoji - Accendi le emozioni (The Emoji Movie), regia di Tony Leondis (2017)
- Mike Tyson Mysteries – serie TV animata, episodi 2x14-3x19 (2017)
- Big Mouth – serie TV animata, 51 episodi (2017-2022)
- Zia Cass in Big Hero 6 - La serie – serie TV animata, 13 episodi (2017-2018)
- La rivincita delle sfigate (Booksmart), regia di Olivia Wilde (2019)
- Angry Birds 2 - Nemici amici per sempre (The Angry Birds Movie 2), regia di Thurop Van Orman e John Rice (2019)
- Luca, regia di Enrico Casarosa (2021)
- Human Resources - serie TV animata, 10 episodi (2022)
- Baymax! - serie TV animata, 6 episodi (2022)
- IF - Gli amici immaginari (IF), regia di John Krasinski (2024)

## Personaggi famosi imitati
- Ananda Lewis
- Barbra Streisand
- Brenda Song
- Christina Aguilera
- Condoleezza Rice
- Donatella Versace
- Emily Robison
- Halle Berry
- Janel Moloney
- Jennifer Lopez
- Kamala Harris
- Kristin Davis
- Lisa Kudrow
- Liza Minnelli
- Lucy Liu
- Macy Gray
- Michelle Obama
- Mýa
- Nicky Hilton
- Paris Hilton
- Vanessa Bryant
- Vanessa Hudgens
- Wanda Sykes

## Doppiatrici italiane
Nelle versoio in italiano delle opere in cui ha recitato, Maya Rudolph è stata doppiata da:
- Laura Romano in Le amiche della sposa, Le sorelle perfette, Wine Country, Come per disincanto - E vissero infelici e scontenti[7]
- Paola Majano in C'era una volta un'estate, The Good Place, Hubie Halloween
- Rossella Acerbo in Il piano di Maggie - A cosa servono gli uomini, CHiPs
- Ida Sansone in Un weekend da bamboccioni, Un weekend da bamboccioni 2
- Daniela Calò in American Life
- Ilaria Stagni in Radio America
- Cristiana Lionello in Idiocracy
- Patrizia Burul in Vizio di forma
- Antonella Rinaldi in Brooklyn Nine-Nine
- Cinzia De Carolis in Unbreakable Kimmy Schmidt
- Alessandra Korompay in Licorice Pizza
- Chiara Colizzi in Loot - Una fortuna
- Luisa Ziliotto in Forever

Da doppiatrice è sostituita da:
- Laura Romano in Nut Job - Operazione noccioline, IF - Gli amici immaginari
- Elena Perino in Big Hero 6 - La serie, Baymax!
- Rossella Acerbo in Big Mouth (Connie e Bonnie), Human Resources
- Ilaria Stagni in Luca, Dream Productions
- Virginia Raffaele in Big Hero 6
- Giò Giò Rapattoni in Shrek Terzo
- Caterina Guzzanti in Il signore dello zoo
- Antonella Clerici in Turbo
- Cristina Noci in Strange Magic
- Chiara Francini in Angry Birds - Il film
- Marisa Passera in Emoji - Accendi le emozioni
- Mariagrazia Cerullo in Angry Birds 2 - Nemici amici per sempre
- Mattea Serpelloni ne La famiglia Willoughby
- Barbara De Bortoli ne I Mitchell contro le Macchine
- Tiziana Avarista in The Lego Movie 2 - Una nuova avventura
- Claudia Razzi in Pupazzi senza Gloria
- Mirta Pepe in Bless the Hearts

## Riconoscimenti
- Critics' Choice Super Awards
  - 2021 – Candidatura al miglior doppiaggio in un film animato per The Willoughbys[8]
  - 2021 – Candidatura al miglior doppiaggio in una serie animata per Big Mouth[8]
- Independent Spirit Awards
  - 2014 – Robert Altman Award per Inherent Vice[9]
- NAACP Image Award
  - 2007 – Candidatura alla miglior attrice in una serie commedia per Saturday Night Live[10]
  - 2012 – Candidatura alla miglior attrice non protagonista in una serie commedia per Up All Night[11]
- Primetime Emmy Awards[12]
  - 2012 – Candidatura alla miglior attrice-comparsa in una serie commedia per Saturday Night Live
  - 2018 – Candidatura alla miglior attrice-comparsa in una serie commedia per The Good Place
  - 2019 – Candidatura alla miglior attrice-comparsa in una serie commedia per The Good Place
  - 2020 – Candidatura alla miglior attrice-comparsa in una serie commedia per The Good Place
  - 2020 – Miglior attrice-comparsa in una serie commedia per Saturday Night Live
  - 2020 – Miglior doppiaggio di un personaggio animato per Big Mouth
  - 2021 – Miglior attrice-comparsa in una serie commedia per Saturday Night Live
  - 2021 – Miglior doppiaggio di un personaggio animato per Big Mouth
  - 2023 - Miglior doppiaggio di un personaggio animato per Big Mouth
  - 2023 - Candidatura alla miglior conduttrice di un reality show per Baking It

Satellite Award
- 2004 – Candidatura alla miglior attrice in una serie commedia o musicale per Saturday Night Live
- 2011 – Candidatura alla miglior attrice non protagonista in una serie televisiva, miniserie o film televisivo per Up All Night
- 2012 – Candidatura alla miglior attrice non protagonista in una serie televisiva, miniserie o film televisivo per Up All Night
- Writers Guild of America Award
  - 2016 – Candidatura alla migliore serie sketch commedia o varietà per Maya & Marty[14]